# Olsbrosten

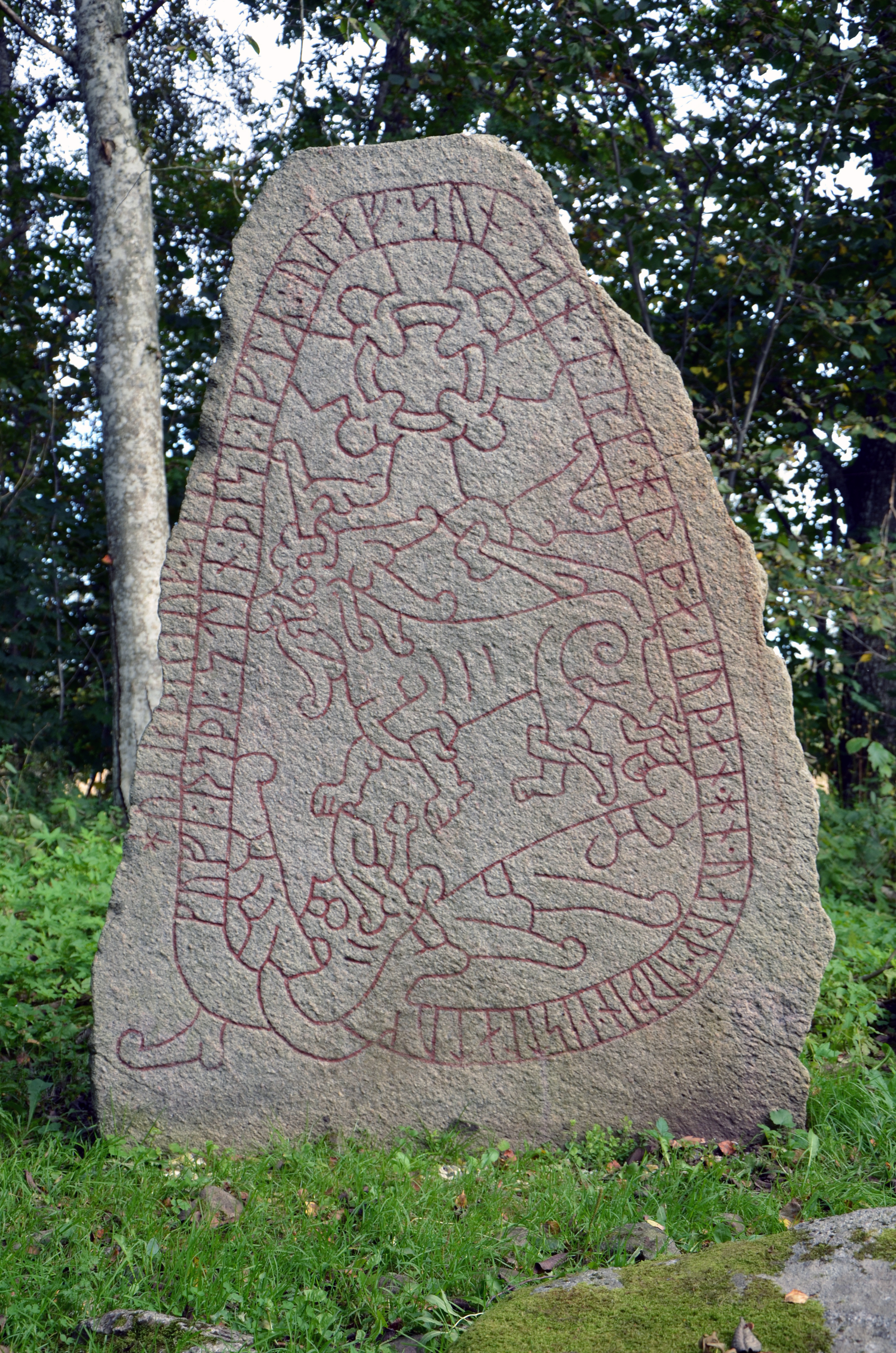
Olsbrosten

Der Olsbrosten (Olsbrostein oder Alvaredsten, Vg 181) ist ein Runenstein in Frugården, westlich von Åsarp, etwa 21 km südlich von Falköping an der Reichsstraße 46 in der schwedischen Provinz Västra Götalands län. Er wurde möglicherweise um 970 geschnitzt und ist einem Mann gewidmet, der in „Eistland“ (Baltikum) starb. Der Stein wird zu den Ostsee-Runensteinen gezählt und hat eine ungewöhnliche Ornamentik, die Das Große Tier unter einem Kreuz darstellt.

## Beschreibung
Der Stein ist etwa 2,1 m hoch und 1,6 m breit. Seine originelle Ornamentik mit der Darstellung des „Großen Tieres“ unter einem Kreuz ist ungewöhnlich für Vestergötland und macht ihn zu einem der bemerkenswertesten Runensteine der Provinz. Der Stein wurde möglicherweise um 970 von einem Runenmeister Håvard geschnitzt. Ähnliche Runeninschriften wurden in Dänemark gefunden. Möglicherweise war der Schnitzer derselbe wie bei einem der Runensteine von Jelling.

## Inschrift
Der Olsbrosten ist der einzige Stein in Schweden, der Eistland, den nordischen Begriff für ein Gebiet der Balten, erwähnt.
Die Inschrift lautet:
„kufi : rsþi : stin : þesi : eftR : ulaf : sun : sin * trk * hrþa * kuþan * hn * uarþ * trbin * i * estlatum * hu(a)rþ(r) * iuk * s---“

Deutsch:
„Gufi errichtete diesen Stein im Gedenken an Ólafr, seinen Sohn, einen sehr tapferen Mann. Er wurde in Eistland getötet. Hávarðr schuf diesen Stein.“
Weitere Runensteine im nördlichen Ätradalen (Tal) berichten von Fahrten sowohl nach Westen als auch nach Osten (Ingvarsteine).